# IC 1898
IC 1898 — галактика типу SBc () у сузір'ї Ерідан.
Цей об'єкт міститься в оригінальній редакції індексного каталогу.